# كأس السوبر الفلسطيني لقطاع غزة 2000
كأس السوبر الفلسطيني للمحافظات الجنوبية 2000 هي النسخة الأولى من بطولة كأس السوبر الفلسطيني للمحافظات الجنوبية (غزة) وكانت بين بطل دوري غزة خدمات رفح و بطل كأس غزة اتحاد الشجاعية.

## الفرق
| الفريق         | المحافظة | طريقة الوصول      |
| -------------- | -------- | ----------------- |
| خدمات رفح      | رفح      | بطل دوري غزة 1999 |
| اتحاد الشجاعية | شمال غزة | بطل كأس غزة 1999  |

## المباراة
| خدمات رفح     | 1–2 | اتحاد الشجاعية       |
| ------------- | --- | -------------------- |
| عبد العال ؟؟' |     | محيسن ؟؟' · وادي ؟؟' |